# Radio One
Radio One jest wydaną pośmiertnie kompilacją piosenek Jimiego Hendriksa, która ukazała się w 1988 roku. Utwory zostały zarejestrowane na żywo podczas występów dla radia BBC.

## Lista utworów
Autorem wszystkich utworów, chyba że zaznaczono inaczej jest Jimi Hendrix.
| Nr  | Tytuł utworu                     | Długość |
| --- | -------------------------------- | ------- |
| 1.  | „Stone Free”                     | 3:23    |
| 2.  | „Radio One”                      | 1:27    |
| 3.  | „Day Tripper” (Lennon/McCartney) | 3:18    |
| 4.  | „Killing Floor” (Burnett)        | 2:27    |
| 5.  | „Love or Confusion”              | 2:52    |
| 6.  | „Drivin’ South”                  | 4:49    |
| 7.  | „Catfish Blues” (Petway)         | 5:28    |
| 8.  | „Wait Until Tomorrow”            | 2:55    |
| 9.  | „Hear My Train a Comin’”         | 4:52    |
| 10. | „Hound Dog” (Leiber, Stoller)    | 2:44    |
| 11. | „Fire”                           | 2:39    |
| 12. | „Hoochie Coochie Man” (Dixon)    | 5:30    |
| 13. | „Purple Haze”                    | 3:02    |
| 14. | „Spanish Castle Magic”           | 3:06    |
| 15. | „Hey Joe” (Roberts)              | 4:01    |
| 16. | „Foxy Lady”                      | 2:57    |
| 17. | „Burning of the Midnight Lamp”   | 3:42    |
|     |                                  | 59:12   |

## Artyści nagrywający płytę
- Jimi Hendrix – gitara, śpiew
- Mitch Mitchell – perkusja, śpiew w tle
- Noel Redding – gitara basowa, śpiew w tle